# Roberto López (futbolista)
ROBERTO LÓPEZ, (San Nicolás, Provincia de Buenos Aires, 1940 -† Mendoza, Provincia de Mendoza, 2011) fue un futbolista argentino, apodado "Arbolito" El Señor del Gol. Jugó la mayor parte de su carrera en Independiente Rivadavia club del cual es el máximo goleador histórico con 120 goles.
A lo largo de su vida, López consiguió importantes logros deportivos con algunos de los clubes en los que jugó. Sus logros más importantes a nivel de clubes los consiguió jugando para Independiente Rivadavia y Club Atlético Villa Atuel, donde conquistó 5 títulos en el primero y 1 en el segundo.

## Primeros años
Roberto López nació en la provincia de Buenos Aires, pero se afincó con su familia en Jocolí, Lavalle, y llegó a Independiente en el año 1956 de la mano de un querido médico: D’Acortá.

### Carrera
López debutó en la primera de los Azules en el 56 sin haber pasado nunca por las divisiones inferiores.
Debutó con la camiseta azul en un partido amistoso frente al Deportivo Guaymallén, en Rodeo de la Cruz, junto con un arquero oriundo del Valle de Uco ya fallecido: Raúl González. Esa tarde de verano Independiente Rivadavia ganó 2 a 0, precisamente con dos goles de Roberto López.
Todos los años le traían algún delantero central para sustituirlo. Pero siempre terminaba jugando López, porque era un goleador y el gol es el clímax del fútbol y eso no se podía discutir.
En 1960 contrataron al rosarino Carlos Moyano, que venía de Club Atlético Boca Juniors (Bermejo) campeón del '57, pero terminó jugando López, que fue el goleador del equipo, e Independiente Rivadavia fue campeón después de 15 años sin conseguir ese título.
Un año más tarde, Independiente contrató a otro centrodelantero, Manuel Barrionuevo, un santiagueño que venía de Newell's Old Boys, pero a Barrionuevo tuvieron que correrlo más a la izquierda, para que juntos los Azules siguieran festejando e Independiente volvió a ganar el título de la Liga. En 1962 llegó de Boca Juniors luego de haber pasado por Deportivo Maipú, Carlos Fumaroni, que ese año jugó casi toda la temporada en la reserva, porque Roberto López seguía haciendo goles y era inamovible de la primera azul.
Con el recuerdo histórico de los tres goles que le hizo a Amadeo Carrizo en un amistoso frente a River en San Luis, junto a Aliendro de un lado y Víctor Legrotaglie del otro, las crónicas de la época recuerdan que el gran Amadeo llegó a enojarse con el mendocino porque no podía parar sus furibundos envíos. Decía el Arbolito cuando recordaba aquel episodio de su larga carrera: “Perdimos 5 a 3 pero le hice los tres goles a mi ídolo”.
Fue campeón con Independiente Rivadavia de la Liga Mendocina de Fútbol en 1960,1961,1962, 1965 y 1967. Convirtió goles en partidos al Argentino para ir al Regional de 1968 y a San Martín para participar en el Nacional de 1968 que significaron la clasificación de los Azules a ese campeonato.
En 1969 fue dejado en libertad de acción y se incorporó al Deportivo Guaymallén, tentado por otro delantero por entonces director técnico, Hardán Curi.
Tuvo también un fugaz paso por Huracán Las Heras en 1970 y posteriormente Jorge Newbery en 1973.
Terminó jugando en Club Atlético Villa Atuel, adonde revalidó con mucho éxito, sus cualidades de romperredes.

## Clubes
| Club                      | País      | Año       |
| ------------------------- | --------- | --------- |
| Independiente Rivadavia   | Argentina | 1956-1969 |
| Deportivo Guaymallén      | Argentina | 1969      |
| Huracán Las Heras         | Argentina | 1970      |
| Club San Rafael           | Argentina | 1971-1972 |
| Jorge Newbery             | Argentina | 1973      |
| Club Atlético Villa Atuel | Argentina | 1974      |

## Palmarés

### Campeonatos Regionales
| Título                   | Club                    | País      | Año                 |
| ------------------------ | ----------------------- | --------- | ------------------- |
| Liga Mendocina de Fútbol | Independiente Rivadavia | Argentina | Liga Mendocina 1960 |
| Liga Mendocina de Fútbol | Independiente Rivadavia | Argentina | Liga Mendocina 1961 |
| Liga Mendocina de Fútbol | Independiente Rivadavia | Argentina | Liga Mendocina 1962 |
| Liga Mendocina de Fútbol | Independiente Rivadavia | Argentina | Liga Mendocina 1965 |
| Liga Mendocina de Fútbol | Independiente Rivadavia | Argentina | Liga Mendocina 1967 |

- Datos: Q16625664